# Contea di Xiangcheng (Sichuan)
La contea di Xiangcheng (乡城县S, Xiāngchéng XiànP) è una contea della Cina, situata nella provincia di Sichuan e amministrata dalla prefettura autonoma tibetana di Garzê.